# ZERB
Матеус Зербини Масса (родился 25 декабря 1997 года), профессионально известный как ZERB, — бразильский диджей и музыкальный продюсер. Приобрел мировую популярность, благодаря своему синглу "Mwaki", которая стала вирусным хитом 2023 года и смог популяризовать afro house.

## Ранняя жизнь
Матеус Зербини Масса родился и вырос в Сан-Паулу. В детстве он научился играть на различных инструментах, таких как гитара, барабаны и фортепиано.

## Карьера
В 2012 году, в возрасте 14 лет, Зерб заинтересовался электронной музыкой. Вдохновленный такими диджеями, как Skrillex и Deadmau5, он начал писать собственные песни и выпускать их на своем канале YouTube и SoundCloud. Первоначально его произведения содержали элементы прогрессивного хауса и биг-рума.
В 2015 году он начал публиковать в сети различные ремиксы, смешивая элементы дип-хауса и тропического хауса, привлекая внимание различных артистов сцены. Он привлек внимание Винтажная культура через сообщение Facebook, и вместе они выпустили ремикс на песню ZHU «Faded». С успехом трека Зерб стал частью руководства Entourage и начал выступать по всей Бразилии. В том же году Зерб был утвержден в качестве одной из достопримечательностей фестиваля Lollapalooza 2016 года.
В 2016 году, путешествуя по Бразилии и выступая на различных вечеринках и фестивалях, Зерб изучал маркетинг в Университете Сан-Франциско. Пауло, окончил обучение в 2019 году. В 2017 году Зерб был утвержден в качестве артиста фестиваля Rock in Rio. Во второй половине 2018 года он выпустил песню «With You» в сотрудничестве с Giulia Be. Песня с элементами поп-музыки и тропического хауса достигла 9-го места в вирусных чартах Spotify. В 2019 году он выпустил песню «Wherever U Wanna Go» с Júlia Gomes и диджеями Сандевилем и Дунканом.  В том же году он выпустил акустическую версию песни с певцом Fiuk.
В середине 2020 года в сотрудничестве с итальянским диджеем Noto и голландцем Marc Benjamin Зерб выпустил песню «Like 2 Party», которая стала одной из самых продаваемых песен в стиле электрохаус на сайте Beatport. В настоящее время он является частью агентства по организации мероприятий и продюсерской компании Plus Network. Зерб добился своего мейнстримового прорыва в 2023 году с песней «Mwaki» с участием кенийской певицы Sofiya Nzau, в которой тексты исполнены на языке кикую. Вокальные треки и пакеты Нзау были доступны для скачивания на различных сайтах, и Зерб использовал ее материал для трека. Трек стал вирусным на различных сайтах, включая TikTok, и попал в чарты по всей Европе. Ремиксы на песню сделали многочисленные диджеи, включая Major Lazer и Tiësto.

## Дискография

### EP
- Lonely Nights (2021)
- Still Unknown (2021)
- Surrender (2023)

### Синглы
- "Up" (2012)
- "Reasons" (2015)
- "Somebody Else" (с Томасом Краузе, 2015)
- "Acid Booty" (2016)
- "Tell Me" (с Dubdogz, 2016)
- "Paradise" (2017)
- "Slow Motion" (с Pontifexx, 2018)
- "With You" (с Giulia Be, 2018)
- "Wherever U Wanna Go" (с Sandeville, Duncan и Júlia Gomes, 2019)
- "Wherever U Wanna Go" (акустика; с Sandeville, Duncan, Júlia Gomes и Fiuk, 2019)
- "Belong" (с Sophia Stedile, 2019)
- "Sunlight" (с Ralk и Vitório, 2020)
- "Like 2 Party" (с Noto и Marc Benjamin, 2020)
- "Stay with Me" (2020)
- "Waste Your Time" (с Nonô, 2020)
- "Trouble's Gonna Find Me" (2021)
- "Alive" (с Mevil и Calvin Duo, 2021)
- "DNACID" (2022)
- "Shake for Me" (2022)
- "Round n Round" (с Dubdogz, 2022)
- "Winding Road" (с Kidd Thorn, 2022)
- "I Don't Know" (с 2Strange, 2023)
- "I'll Be Yours" (с Georgi Kay, 2023)
- "Surrender" (с Santti и Lia Rose, 2023)
- "Use Somebody" (с Sophia Stedile, 2023)
- "Mwaki" (при участии Sofiya Nzau, 2023)
- "Addicted" (с The Chainsmokers и Ink, 2024)
- "In Love Today" (2025)

### Ремиксы
- Zhu – «Faded» (Vintage Culture и ремикс Zerb) (2015)
- Joy Corporation – «Do You Remember» (ремикс Zerb) (2015)
- Vintage Culture и Woo2Tech – «Sometimes» (ремикс Zerb) (2016)
- Ookay – «Thief» (ремикс Zerb) (2017)
- Gnash и Olivia O'Brien – «I Hate U, I Love U» (ремикс Zerb) (2017)
- Lemaitre – «Higher» (ремикс Zerb) (2017)
- Musikk – «Summer Lovin'» (при участии Джона Рока) (Zerb и Hi-Cut ремикс) (2018)
- Сэм Фелдт и Алекс Шульц – «Be My Lover» (ремикс Zerb) (2018)
- Diplo и Hugel – «Stay High» (при участии Джулии Черч) (ремикс Zerb) (2024)
- Coldplay – «Feelslikeimfallinginlove» (ремикс Zerb) (2024)